# لاري هاغمان

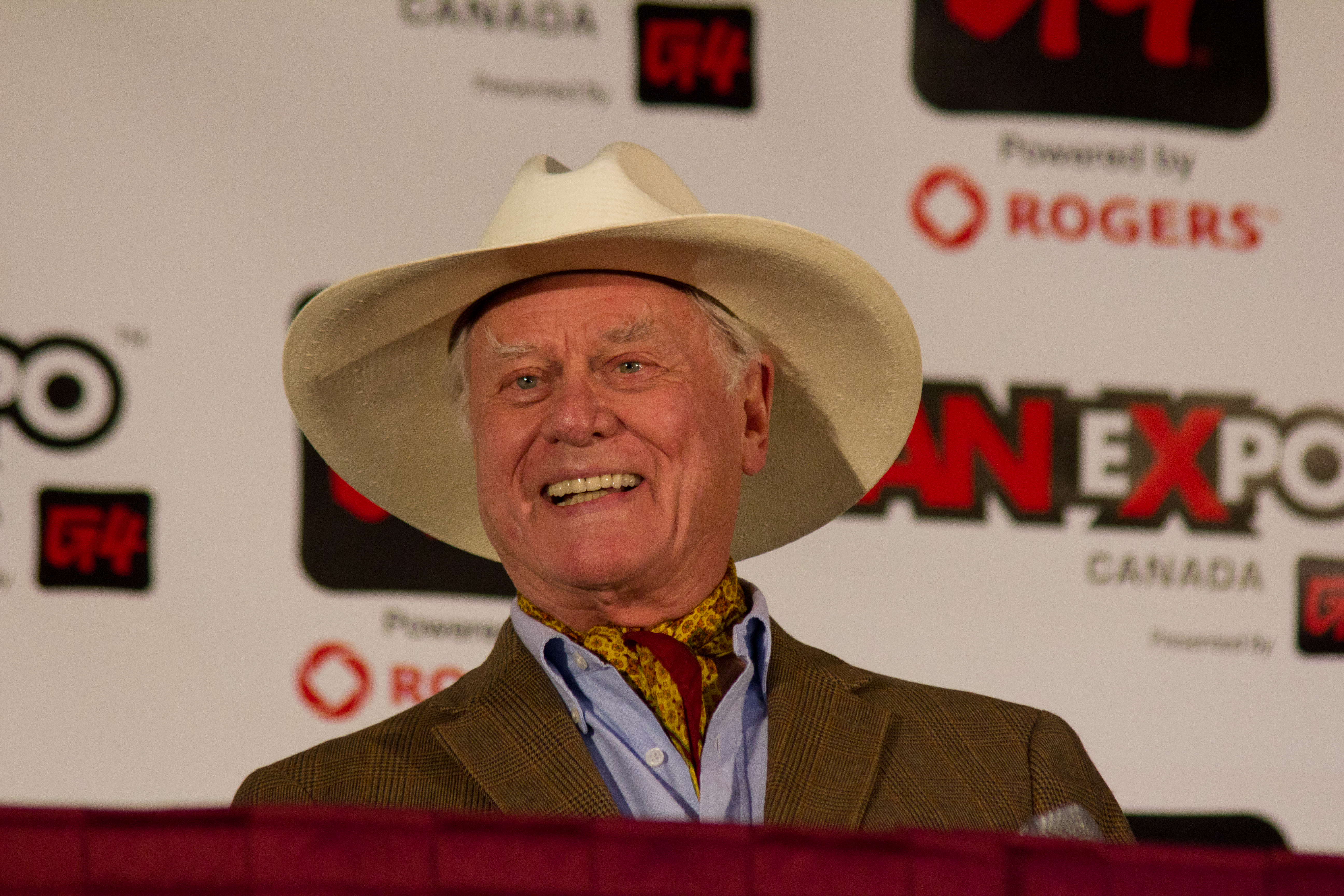
لاري هاغمان

لاري هاغمان (بالإنجليزية: Larry Hagman)؛ (21 سبتمبر 1931 - 23 نوفمبر 2012 )، ممثل أمريكي. عمل في مجال التمثيل من فترة (1950 - 2012)، اشتهر بدوره في مسلسل دالاس وقد تجاوز عدد أعماله 100 عملاً، توفي في 23 نوفمبر 2012 متاثراً بمرض السرطان.

## وصلات خارجية
- لاري هاغمان على موقع IMDb (الإنجليزية)
- لاري هاغمان على موقع الموسوعة البريطانية (الإنجليزية)
- لاري هاغمان على موقع روتن توميتوز (الإنجليزية)
- لاري هاغمان على موقع مونزينجر (الألمانية)
- لاري هاغمان على موقع ألو سيني (الفرنسية)
- لاري هاغمان على موقع ميوزك برينز (الإنجليزية)
- لاري هاغمان على موقع تيرنر كلاسيك موفيز (الإنجليزية)
- لاري هاغمان على موقع أول موفي (الإنجليزية)
- لاري هاغمان على موقع قاعدة بيانات برودواي على الإنترنت (الإنجليزية)
- لاري هاغمان على موقع قاعدة بيانات برودواي على الإنترنت (الإنجليزية)

- لاري هاغمان في إنترنت موفي داتابيز